# Montañas Žumberak
Las montañas Žumberak (en croata: Žumberačka gora, en esloveno: Gorjanci, nombre histórico alemán: Uskokengebirge) es una cadena de colinas y montañas en el noroeste de Croacia y el sureste de Eslovenia, que se extiende del suroeste al noreste entre Krka y Kupa.
Tiene una superficie de 430 km2. El macizo geográficamente unificado consta de dos partes, separadas por los ríos Bregana y Žumberak (en croata: Žumberačka rijeka). La parte noreste son las colinas de Samobor (en croata: Samoborsko gorje) con las estribaciones. La parte central y occidental se llama Colinas de Žumberak (en croata: Žumberačko gorje, Žumberak). Su parte más noroccidental, llamada Gorjanci, se encuentra en Eslovenia. El pico más alto de la cordillera es Sveta Gera (Pico Trdina), en la frontera entre Croacia y Eslovenia, con 1178 m de altura. Desde 1999, una zona de la cordillera en Croacia está protegida como parque natural de las colinas de Žumberak-Samobor.

## Ubicación
Los Montes Žumberak se encuentran cerca y en parte en la frontera entre Croacia y Eslovenia, que pasa principalmente por las partes más altas del macizo. La parte croata de la cordillera se encuentra en la Croacia central, sobre todo en la parte occidental del condado de Zagreb, y una parte más pequeña en el condado de Karlovac. La parte eslovena pertenece a la región tradicional de Baja Carniola. Los montes Žumberak están situados a sólo 25 km de la capital croata, Zagreb. Las ciudades cercanas a esta cordillera son Samobor, Jastrebarsko y Ozalj, en Croacia, y Novo Mesto, Brežice y Kostanjevica na Krki, en Eslovenia. La cordillera está en el territorio de cuatro ciudades:
- Samobor, Novo Mesto, Jastrebarsko y Ozalj

y siete municipios
- Krško, Kostanjevica na Krki, Šentjernej, Brežice, Žumberak, Krašić y Klinča Sela.

### Disputa fronteriza
El pico más alto, Sveta Gera / Pico Trdina, es objeto de una disputa fronteriza entre Croacia y Eslovenia. Allí se encuentra un antiguo cuartel del ejército popular yugoslavo que el ejército esloveno utiliza como puesto de avanzada desde la década de 1990, aunque está inscrito en el registro de la propiedad croata y la parte croata lo ve como una ocupación de sus tierras. Desde entonces, esto ha sido objeto de disputa entre los dos nuevos países.
La situación se complicó cuando la disputa estuvo a punto de hacer descarrilar la solicitud de Croacia para entrar en la OTAN. Se agravó aún más con el bloqueo esloveno de la adhesión de Croacia a la UE desde diciembre de 2008 hasta septiembre-octubre de 2009, cuando Eslovenia (Estado miembro de la Unión Europea) bloqueó el avance de las negociaciones de Croacia (en aquel momento Estado candidato a la UE). Sin embargo, la diplomacia amistosa de los primeros ministros croata y esloveno, Jadranka Kosor y Borut Pahor, impidió una mayor escalada.

## Flora y hongos

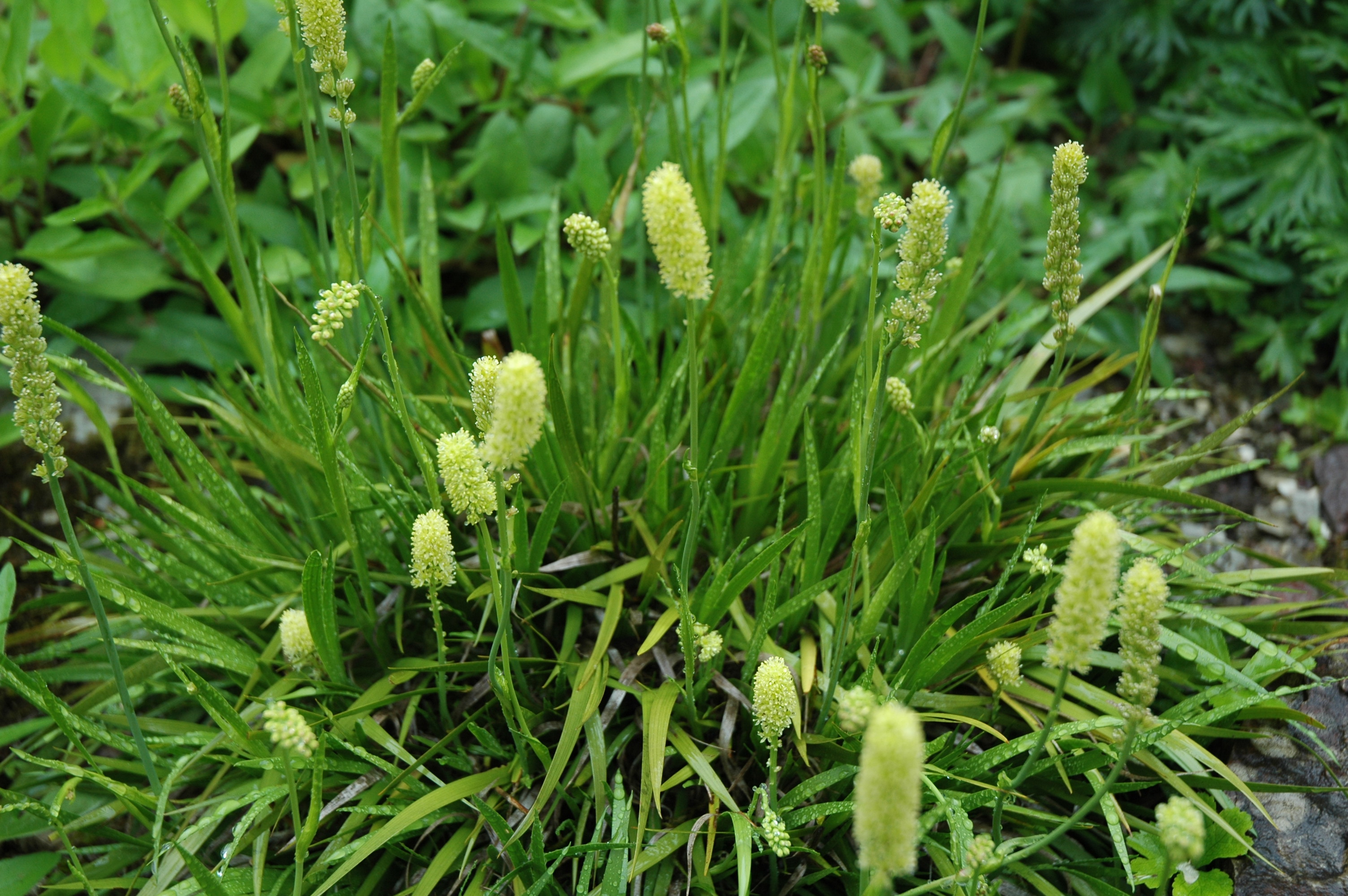
Tofieldia calyculata

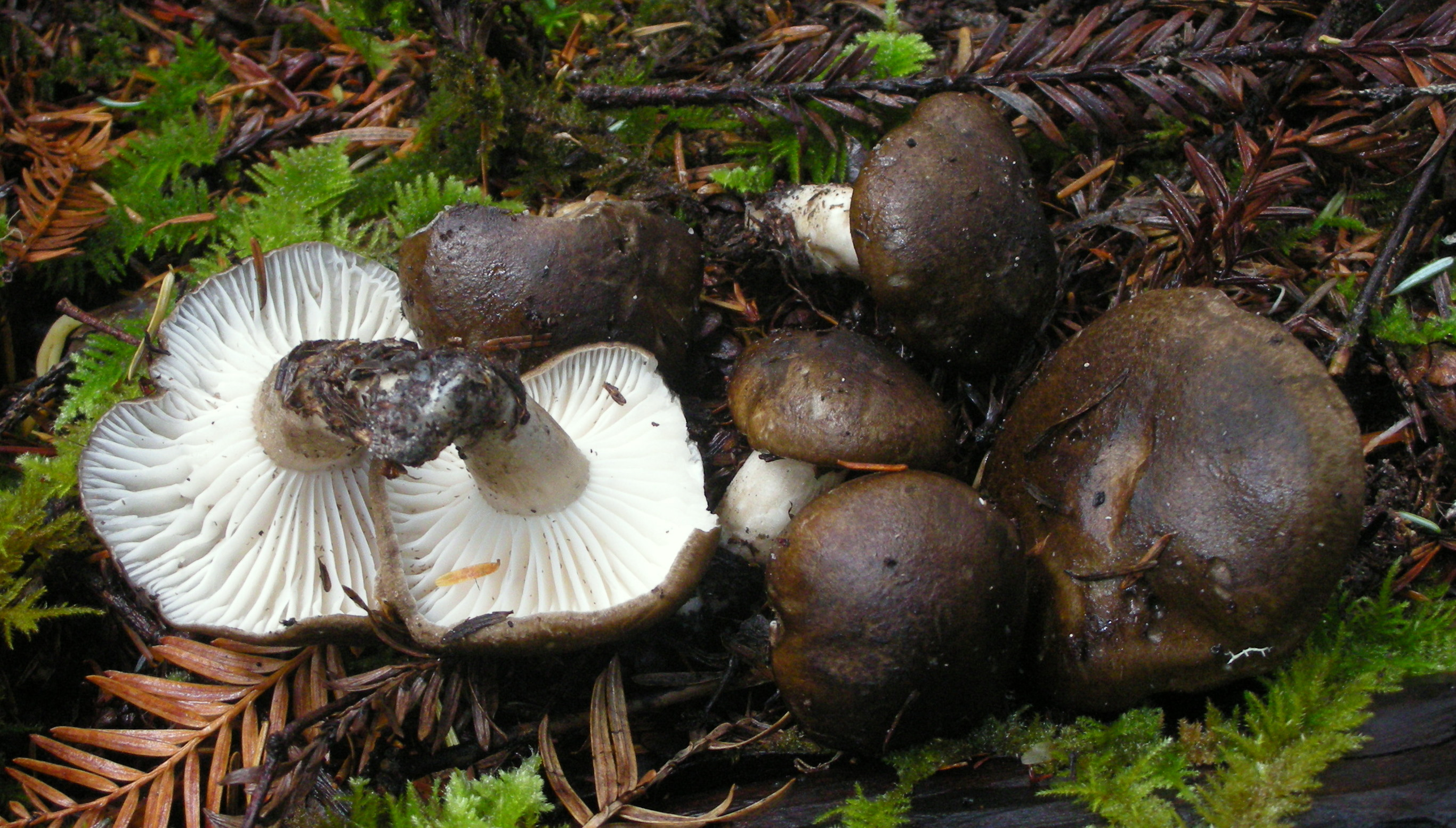
Hygrophorus camarophyllus

En esta zona hay registradas más de 1000 especies de plantas diferentes, algunas de las cuales están estrictamente protegidas. En la zona del Parque Natural hay registradas 90 especies de flora vascular croata del Libro Rojo. A nivel mundial, 3 de ellas están en peligro crítico, 11 en peligro y 28 son globalmente sensibles.
Los bosques cubren una enorme superficie de la cordillera. Hay pocos bosques antiguos, sobre todo en la parte eslovena de la cresta más alta, cerca de Sveta Gera. Se trata del bosque primario de Ravna Gora y el bosque antiguo del pico Trdina. Los más comunes son los bosques de roble albar y carpe y, en las laderas más empinadas, los bosques de roble pubescente y carpe de lúpulo. Los bosques de hayas cubren las crestas más altas. Aquí se encuentran algunas plantas amenazadas y protegidas, como las especies globalmente sensibles Iris croatica y Daphne blagayana. En las zonas entre bosques y hábitats abiertos se pueden encontrar especies globalmente sensibles de orquídeas silvestres y lirios.
Sólo hay una pequeña zona de pastizales de origen natural. La población local explota los pastizales. Los pastizales son ricos en especies. En algunas zonas se han registrado más de 40 especies de plantas en un metro cuadrado. Muchas de ellas figuran en el Libro Rojo de la flora vascular de Croacia. También se pueden encontrar aquí zonas de pastizales húmedos y pantanosos, así como llanuras y páramos. Un ejemplo importante es la zona a lo largo del arroyo Jasinje, donde se han registrado incluso 7 especies de plantas altamente protegidas y 12 protegidas. Entre ellas destacan las especies en peligro crítico a nivel mundial: el algodoncillo alto (Eriophorum angustifolium) y el asfódelo alpino (Tofieldia calyculata); las especies de juncos en peligro a nivel mundial, las especies sensibles a nivel mundial: el junco herbáceo (Carex panicea) y la orquídea mariposa menor (Platanthera bifolia) y la especie con el estatus de no suficientemente explorada (DD) en Croacia, el junco alargado (Carex elongata).
En la zona del Parque hay 377 especies de hongos. En la investigación realizada en 2007, se encontraron siete nuevas especies de setas en el Parque Natural de Žumberak - Samoborsko gorje. La seta comestible (Hygrophorus camarophyllus) figura en la Lista Roja de las setas de Croacia con la categoría EN en peligro (especie globalmente amenazada).
Se han descubierto 79 especies de líquenes, tres de las cuales están en la Lista Roja de líquenes de Croacia. Se trata de Bryoria fuscescens (con estatus VU – familia sensible), Lobaria pulmonaria (con estatus EN – familia en peligro de extinción) y el género Usnea (estado VU). La investigación descubrió varias localidades ricas en especies de líquenes, como el bosque silvestre de hayas en la zona de Kuti y la zona más amplia de Budinjak, Sv. Gera. También se han explorado antiguos huertos en pastizales. Se han encontrado las siguientes familias, incluidas en la Lista Roja de Croacia: Baeomyces rufus (especie casi en peligro de extinción – NT), Dibaeis baeomyces (VU), Lobaria pulmonaria (VU), Menegazzia terebrata (VU) y Solorina saccata (VU).

## Fauna

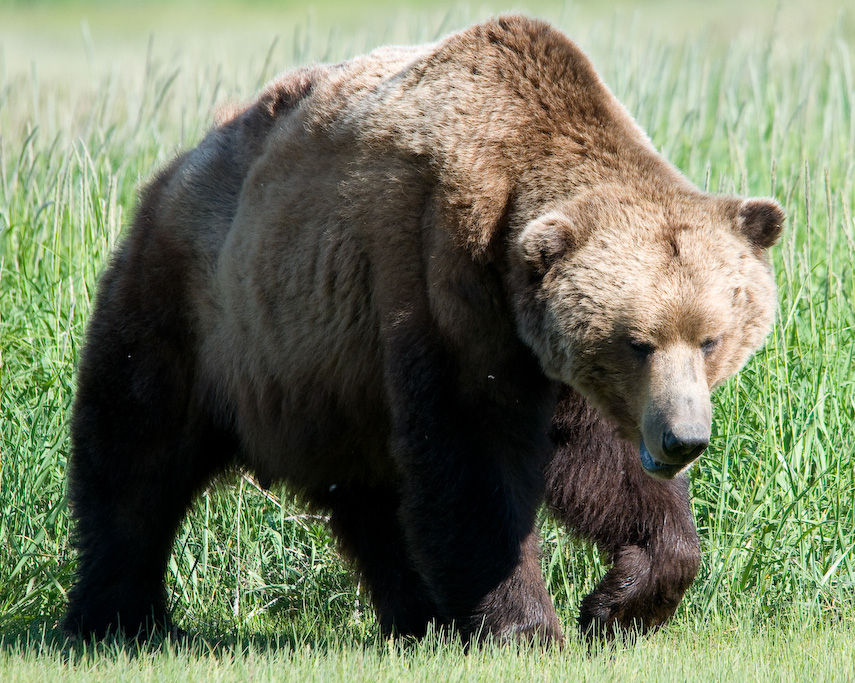
Oso pardo en las montañas

Se encuentran allí grandes depredadores como los osos ( Ursus arctos ) y el lobo ( Canis lupus ). También existen numerosas especies de pequeños mamíferos, anfibios, reptiles e invertebrados. Hay muchas aves que viven en esta zona. Algunas son aves rapaces como el azor, y aves que viven junto a arroyos ( mirlo acuático y lavandera gris ). En las zonas más bajas se puede encontrar la garza real ( Ardea cinerea ) y, ocasionalmente, incluso la cigüeña blanca ( Ciconia ciconia ). Aquí se encuentran la mayoría de las especies de anfibios y reptiles que se pueden encontrar en la Croacia continental. La salamandra manchada ( Salamandra salamandra ) es un habitante habitual de las zonas cercanas a los arroyos. En las zonas más altas se pueden encontrar salamandras negras ( Salamandra atra ), muy raras. Los estanques son lugares de incubación de anfibios como sapos, tritones y ranas. Las serpientes son comunes aquí. Serpientes venenosas: víbora ( Vipera ammodytes ) y culebra ( Natrix natrix ), y no venenosas: culebra de Esculapio ( Elaphe longissima ), culebra lisa ( Coronella austriaca ) y culebra de dados ( Natrix tessellata ), especies estrictamente protegidas que figuran en la Lista Roja. El lagarto más común es la lagartija mural ( Podarcis muralis ), la lagartija lenta ( Anguis fragilis ), la lagartija verde europea ( Lacerta viridis ) y la lagartija común ( Lacerta vivipara ).
Hay 21 especies de peces, de 8 familias. Viven en los ríos Kupa, Kupčina y otros ríos y arroyos de la zona. Algunas de ellas son Eudontomyzon vladykovi, Squalius cephalus y Cobitis elongata. Las truchas marrones son comunes debido a las adecuadas condiciones ecológicas (temperatura del agua, cantidad de oxígeno y velocidad de los arroyos).
El Austropotamobius torrentium, el cangrejo de río de piedra, puede encontrarse en los arroyos, aunque muy raramente. Hay numerosos invertebrados que enriquecen la diversidad biológica de la zona. Muchos están en peligro de extinción. Sin embargo, debido a la insuficiente investigación, no todos están registrados. El más amenazado es Phengaris rebeli. Hay numerosas especies de invertebrados, en cuevas y agujeros, que aún no se han explorado. También hay murciélagos, el mamífero más amenazado. La reciente exploración del subsuelo kárstico del Parque descubrió algunas especies de artrópodos, que son completamente nuevas en la ciencia.

## Historia

### Tiempos prehistóricos

#### Eneolítico
Los artefactos más antiguos de las montañas de Žumberak, un hacha pequeña y fragmentos de una vasija, se encontraron en el pueblo de Mrzlo Polje Žumberačko. Pertenecen al pueblo de la cultura Baden (cultura Lasinya).

#### Edad de Hierro
En Budinjak se ha llevado a cabo un amplio estudio arqueológico. Se descubrieron un gran asentamiento y una necrópolis con 140 túmulos. Uno de los hallazgos más importantes es el Kneževa kaciga (Casco del Príncipe) en bronce, encontrado en uno de los dos túmulos más grandes, con un diámetro de 19 metros. Hoy se encuentra en el Museo Arqueológico de Zagreb. Es una prueba de que Budinjak fue un asentamiento con una economía poderosa que mantenía contactos con tierras lejanas.
A finales de la Edad de Hierro, las tribus celtas empezaron a conquistar y colonizar esta parte de Europa. Se presume que tenían muchos asentamientos en las montañas de Žumberak, ya que se descubrió ceca en Samobor. Bajo el castillo de Okić, en el bosque de Jama, cerca de Podgrađe, un hombre encontró 1600 monedas celtas de plata. Estas monedas se llaman ahora Samobor.

### Periodo romano
En 35 - 33 a. C., los montes Žumberak pasaron a formar parte de la provincia de Panonia de la República Romana, más tarde Imperio. Los restos más importantes son varios cementerios que datan del siglo I d. C. encontrados en la parte central de los montes Žumberak, en los pueblos de Gornja Vas y Bratelji. Las personas enterradas en esos cementerios pertenecían a la tribu celta de los latobios. En estas tumbas se encontraron muchos recipientes de vidrio. Estos recipientes se fabricaban en el norte de Italia y son la prueba de que los habitantes de los montes Žumberak tenían una economía poderosa en aquella época.

### Edad Media
Después de la decadencia del Imperio Romano, numerosas tribus germánicas y eslavas cruzaron la llanura de Panonia. Casi no se sabe nada sobre cuándo llegaron los croatas a las montañas Žumberak. Los primeros textos escritos y los hallazgos arqueológicos ilustran la historia de las montañas Žumberak a partir del siglo XII. En aquella época las montañas Žumberak eran la frontera entre el Reino croata-húngaro y el Sacro Imperio Romano Germánico.

### Período moderno temprano
La colonización de Žumberak con valacos y uskoks comienza en 1526.

### Uskoks
La región aislada de la parte croata siempre ha tenido poca población. En 1530, comenzó la inmigración de los uskoks, que duró hasta el siglo XVII, lo que trajo a la región una gran población de hablantes de la lengua de Štokavian. Los uskoks de esta zona estaban dirigidos por la familia Delišimunović, que eran condes en Kostanjevac. Los montes Žumberak formaban entonces parte de la frontera militar austriaca, creada por los Habsburgo para servir de amortiguador defensivo entre su imperio y el Imperio Otomano. Los uskoks de esta zona, eran los únicos militares de la frontera militar, que no vivían cerca de la propia frontera, los propios Montes Žumberak eran un enclave dentro de Banovina y no limitaban directamente con el Imperio Otomano, por lo que tenían que caminar durante medio día o más hasta sus puestos en Ogulin, Cazin, Bihać etc. 500 uskoks de las montañas de Žumberak lucharon en la batalla de Sisak. Tuvieron enormes pérdidas para su estandarte, perdiendo 40 soldados en la misión crucial de tomar el puente sobre el río Odra. En el año 1545. fueron llamados por los ciudadanos de Zagreb, para defender la ciudad de los otomanos porque el ejército regular bajo el liderazgo de Ban de Croacia fue duramente derrotado en Hrvatsko Zagorje. Como sabemos, Zagreb nunca fue ocupada por los otomanos.

#### Idioma
Debido a la inmigración de uskoks, la región es la intersección de los tres dialectos croatas. Los descendientes de uskoks que hablan Štokaviano son mayoría en las montañas Žumberak.

### Emigraciones masivas
Las emigraciones masivas comenzaron en el siglo XIX, cuando se restableció la frontera militar. Los habitantes de las montañas de Žumberak ya no eran necesarios en el ejército. Los salarios del ejército, que eran la principal fuente de riqueza, ya no llegaban a las montañas de Žumberak. Esta fue la razón principal por la que la gente cayó en la pobreza y comenzó a emigrar a los Estados Unidos.

### Segunda Guerra Mundial
La Segunda Guerra Mundial en Yugoslavia comenzó el 6 de abril de 1941 con la invasión de la Alemania nazi. Poco después, la parte croata de las montañas Žumberak pasó a formar parte del Estado Independiente de Croacia (NDH), un estado títere de la Alemania nazi y de Italia durante la Segunda Guerra Mundial, con la parte occidental directamente ocupada por Italia. La parte eslovena fue anexada directamente al Tercer Reich. El movimiento de resistencia en las montañas de Žumberak comenzó cuando los partisanos del 1er Destacamento Partisano de Zagreb llegaron a esta zona. El destacamento partisano de Matija Gubec se estableció aquí en agosto de 1941, pero fue destruido rápidamente. En 1942 los partisanos de Kordun consiguieron atraer a la población local para que se uniera a la resistencia, por lo que en 1942 se estableció el destacamento partisano de Žumberak-Pokuplje. Más tarde se fusionaron con el Primer batallón proleterio croata en la famosa XIII brigada proletaria Rade Končar. Esa brigada consiguió liberar Krašić en enero de 1943, lo que supuso una gran victoria para el movimiento partisano, ya que el noroeste de Croacia se consideraba el bastión del NDH. Muchos pueblos fueron completamente quemados y destruidos por los fascistas, porque sus habitantes supuestamente ayudaron a los partisanos. Žumberak fue finalmente liberada el 9 de mayo de 1945, por la 10ª división del Ejército Popular Yugoslavo.
En las montañas de Žumberak se encuentra la fosa de Jazovka, donde los comunistas, no los partisanos del destacamento partisano de Žumberak-Pokuplje, ni la población local, perpetraron una masacre de soldados y civiles de la Ustasha que se retiraban de los hospitales de Zagreb.

### En la República Federativa Socialista de Yugoslavia
En los años sesenta y setenta comenzó la segunda emigración masiva, principalmente a Alemania. El área conmemorativa de Žumberak-Gorjanci se creó en 1971.

### Croacia moderna
En 1991, la zona de las montañas Žumberak pasó a formar parte de Croacia y Eslovenia independientes. Un complejo militar cerca de la cima del pico Trdina, creado por el Ejército Popular Yugoslavo, ha sido objeto de una disputa entre los dos nuevos países desde los años 1990 porque está en manos del ejército esloveno, pero el complejo en realidad está situado en suelo croata. La escalada se evitó gracias a la diplomacia amistosa.
Tanto Eslovenia como Croacia son miembros de la Unión Europea y se espera que Croacia pronto se una al área Schengen, por lo que no habrá una frontera real en las montañas Žumberak.

## Conservación y amenazas
Las mayores amenazas para la cordillera son la deforestación y los vertidos ilegales. Algunos sostienen que la central nuclear de Krško amenaza las partes septentrionales de la cordillera, pero no hay pruebas de ello. La mayor parte de la parte croata de la cordillera fue protegida como Parque Natural de Žumberak-Samoborsko Gorje por el Parlamento de Croacia el 28 de mayo de 1999, y desde 2012 es un lugar Natura 2000. Algunas zonas dentro del propio parque están especialmente protegidas.

## Lista de áreas protegidas

### Croacia
- Parque natural Žumberak-Samoborsko gorje
  - Paisaje significativo de Slapnica
  - Paisaje significativo Okić
  - Reserva natural especial (bosque) Japetić
- Monumento natural Cueva de Grgos
- Parque-bosque Tepec y Stražnik
- Reserva botánica especial Smerovišće
- Cueva Natura 2000 Vugrin

### Eslovenia
- Natura 2000 Gorjanci-Radoha
- Área de importancia ecológica (EPO) Gorjanci
- Reserva natural de bosque antiguo en el pico Trdina
- Reserva natural de bosque antiguo en Ravna Gora
- Valor natural de Kobila de importancia nacional.